# BRM・P180
BRM・P180は、F1コンストラクターのブリティッシュ・レーシング・モータース（BRM）が1972年に開発したフォーミュラ1カーである。デザイナーはトニー・サウスゲート。

## 概要
1972年からマールボロがBRMのスポンサーに付き、多額の資金を得て開発された。P180の特徴はラジエターやオイルクーラーを車体最後部に配置して重量をマシン後半に集中させている点（重量配分は前輪30、後輪70。）である。フロントのノーズは低く薄いスポーツカーノーズを採用（実戦では使用されず、通常のウイングノーズを使用）。空力を意識してコクピット前方が低く設計され、その結果コクピットカウルとステアリングホイールが干渉してしまうため、ステアリングを逃す穴が開けられている。
2台製作されスペインGPでピーター・ゲシンのドライブによりデビュー。（ジャン＝ピエール・ベルトワーズにも用意されたが、ブレーキの問題のためP160Bに乗り換えた。）。しかし、極端な重量配分によりアンダーステアが発生して操縦性が悪化したため、モナコGPが終わった後一旦レースから撤退。この間アンダーステア解消のためマシンを改修。オイルクーラーがマシン右側に移設されイタリアGPより復帰するが、結果を残すことはできなかった。
10月22日にブランズハッチで行われた非選手権レース「ワールド・チャンピオンシップ・ヴィクトリーレース」でベルトワーズのドライブにより優勝している。

## 成績
(key)
| 年   | チーム         | エンジン | タイヤ | ドライバー   | 1   | 2   | 3   | 4   | 5   | 6   | 7   | 8   | 9   | 10  | 11  | 12  | ポイント | 順位 |
| ---- | -------------- | -------- | ------ | ------------ | --- | --- | --- | --- | --- | --- | --- | --- | --- | --- | --- | --- | -------- | ---- |
| 1972 | マールボロ BRM | BRM P142 | F      |              | ARG | RSA | ESP | MON | BEL | FRA | GBR | GER | AUT | ITA | CAN | USA | 0        | NC   |
| 1972 | マールボロ BRM | BRM P142 | F      | ベルトワーズ |     |     |     |     |     |     |     |     |     | 8   | Ret | Ret | 0        | NC   |
| 1972 | マールボロ BRM | BRM P142 | F      | ゲシン       |     |     | Ret |     |     |     |     |     |     |     |     |     | 0        | NC   |
| 1972 | マールボロ BRM | BRM P142 | F      | ガンレイ     |     |     |     | Ret |     |     |     |     |     |     |     |     | 0        | NC   |
| 1972 | マールボロ BRM | BRM P142 | F      | ブラック     |     |     |     |     |     |     |     |     |     |     | Ret |     | 0        | NC   |
| 1972 | マールボロ BRM | BRM P142 | F      | レッドマン   |     |     |     |     |     |     |     |     |     |     |     | Ret | 0        | NC   |